# Vanessa Herrmann
Vanessa Phuang Herrmann (thailändisch วัลเณซ่า พวง แฮร์มันน์; geboren am 17. Juli 1991 in Phuket), Spitzname Na-Chatra (thailändisch: ณฉัตร), ist eine deutsch-thailändische Schauspielerin.

## Leben und Karriere
Herrmann wurde in Phuket als Tochter eines deutschen Vaters und einer thailändischen Mutter geboren. Ihr Vater starb an Krebs, als sie sechs Jahre alt war. Sie besuchte die Satree Phuket School. Nach ihrem Schulabschluss studierte sie an der Ramkhamhaeng-Universität. 2012 wurde sie zur Miss Thailand World gekrönt.
Ihr Debüt als Schauspielerin gab sie 2013 in der Serie Poo Chana Sip Tit. Anschließend war sie 2015 in Plerng Pai zu sehen. Außerdem wurde Herrmann 2017 für die Serie Ngao Saneha gecastet. Im selben Jahr trat sie in Ngao Arthun auf. 2022 bekam sie eine Rolle in Sisa Marn.

## Filmografie (Auswahl)
Serien
- 2013: Poo Chana Sip Tit
- 2015: Plerng Pai
- 2016: Lah Dup Tawan
- 2017: Ngao Saneha
- 2017: Ngao Arthun
- 2018: Preng Lap Lae
- 2020: Khum Sab Lum Kong
- 2022: Sisa Marn
- 2022: Dong Dok Mai 2022